# Rodizyt
Rodizyt – bardzo rzadki minerał, boran cezu, berylu, glinu i potasu.
Po raz pierwszy został opisany w 1834 roku. Został zatwierdzony jako oddzielny minerał w 1999 roku przez Międzynarodowe Stowarzyszenie Mineralogiczne. Nazwa pochodzi od greckiego słowa rhodizein, „zabarwiony na różowo”, co nawiązuje do jego właściwości zmieniania płomienia dmuchawy na różowoczerwony odcień.

## Właściwości
Wykształca kryształy w formie dwunastościanów rombowych, czworościanów; tworzy też kryształy wrosłe.  Blisko spokrewniony z londonitem. W przypadku rodizytu w składzie dominujący jest potas, natomiast w londonicie – cez. Jest minerałem przezroczystym lub półprzezroczystym. Rzadko tworzy formy bliźniacze. Nierozpuszczalny w kwasach. Jest piezoelektryczny i piroelektryczny. Typowymi zanieczyszczeniami w jego strukturze są rubid i sód.

## Występowanie
Jest minerał powstającym na późnym etapie krystalizacji pegmatytów granitowych bogatych w alkalia. Towarzyszą mu najczęściej skalenie, londonit, lepidolit, kwarc, turmaliny (przede wszystkim rubellit i elbait), mikroklin, albit, spodumen i beryl. Źródłem najlepszej jakości okazów jest Madagaskar. Stwierdzony został także w Wielkiej Brytanii (Anglia), Stanach Zjednoczonych (Wisconsin) i Rosji, Mjanmie i Namibii.

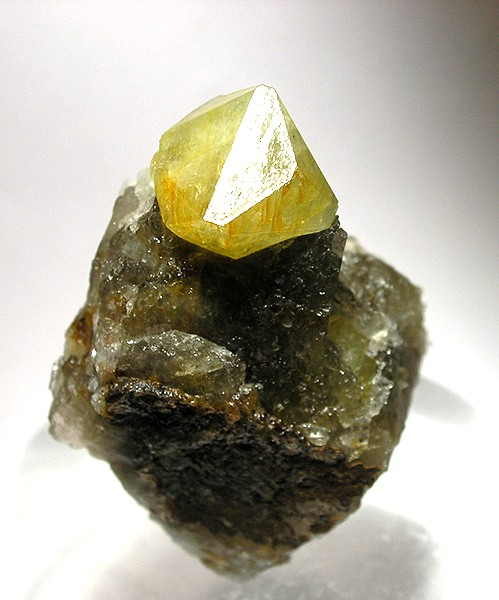